# Халитова, Мерзие Ибрагимовна
Мерзие́ Ибраги́мовна Хали́това (род. 5 июня 1956, Янгиюль, Ташкентская область) — советский и украинский композитор крымскотатарского происхождения. Член Союза композиторов СССР (1986), член Союз композиторов Украины (1993). Лауреат Премии АР Крым (2000), Премии имени Н. В. Лысенко (2003), Премии имени Бориса Лятошинского (2014). Заслуженный деятель искусств Украины (2008).

## Биография
Родилась 5 июня 1956 года в г. Янгиюль (Узбекистан). Мать преподавала в школе географию, отец — экономист-плановик. В 1982 году окончила Ташкентскую государственную консерваторию по классу композиции Мирсадыка Таджиева и Георгия Мушеля. По окончании преподавала композицию в специальной музыкальной школе при консерватории.
В 1993 году переехала в Крым, преподавала композицию в Симферопольском музыкальном училище, работала музыкальным редактором на Крымском государственном телевидении. Подготовила ряд программ об истории народных инструментов, творчестве известных музыкальных деятелей, таких как Яя Шерфединов, Ильяс Бахшиш, Эдем Налбандов.
Первый авторский концерт прошёл в Симферополе в 1995 году, а в 1999 — второй. Была участницей многих международных фестивалей.

## Творчество
Основные произведения:
- симфония для большого симфонического оркестра «Возрождение», посвящённая выдающемуся мыслителю и просветителю крымскотатарского народа И. Гаспринскому
- симфоническая поэма «Хатыра» («Память»)
- увертюра-фантазия, балетная сюита «Арзы»
- симфония для камерного оркестра
- «Эпитафия» для виолончели и струнного оркестра памяти М. Таджиева
- концерт для оркестра «Ожерелье городов Крыма» в 4-х частях
- поэма-воспоминание для скрипки и фортепиано
- соната для альта соло
- соната-фантазия для фортепиано
- концертное каприччио для скрипки с оркестром
- «Бешуйский пейзаж» для флейты и фортепиано

За большой вклад в украинскую музыкальную культуру награждена Премией имени Николая Лысенко (2003) и Премией имени Бориса Лятошинского (2014).